# Оранжевая линия (Вашингтонский метрополитен)
Оранжевая линия (англ. Orange Line (WMATA)) — линия Вашингтонского метрополитена, расположенная на территории округов Фэрфакс и Арлингтон штата Виргиния, Вашингтона, округа Принс-Джорджес штата Мэриленд. Это исторически третья линия системы Вашингтонского метрополитена. Представлена 26 станциями. Линия содержит наземные, надземные (на эстакаде) и подземные участки как глубокого так и мелкого заложения.
Линию обслуживают 30 поездов (9 восьмивагонных и 21 шестивагонных составов) с общим количеством вагонов 198. Все поезда выходят на линию только в часы-пик.

## История
Оранжевая линия стала исторически третьей системы Вашингтонского метрополитена, после Красной и Синей.
Проектирование метро началось в 1955 году с проведения исследования общественного транспорта, целью которого было спрогнозировать смогут ли транспортные артерии удовлетворить перевозки в 1980 году. В 1959 году исследовательский финальный отчет включал две ожидаемые линии метро в деловой части (даунтауне) Вашингтона. План улучшения транспортной инфраструктуры предусматривал строительство автострады, что повлекло к лоббированию законодательного запрета встревоженными жителями до 1 июля 1962 года. Отчет 1962 года Национального столичного транспортного агентства Транспортирование в Национальном столичном регионе включал большую часть существующей Оранжевой линии с маршрутом в Виргинии вдоль межштатного шоссе №66 через Арлингтон. В связи с созданием «Транспортного Управления Вашингтонской Агломерации», в октябре 1966 года планирование системы перешло от федерального к региональному органу. На 1 марта 1968 года план развития метро предусматривал строительство в зоне пригородов в округах Фэрфакс и Принс-Джорджес. Строительство в даунтауне Вашингтона участков Оранжевой и Синей линий началось одновременно с Красной линией.

## Станции
Станции расположены с запада на восток
| Станция                     | Код | Дата открытия | Другие линии                    | Примечания                                                        |
| --------------------------- | --- | ------------- | ------------------------------- | ----------------------------------------------------------------- |
| Вена                        | K08 | 1986          |                                 | западная конечная станция                                         |
| Дунн-Лоринг                 | K07 | 1986          |                                 |                                                                   |
| Уэст-Фолс-Чёрч              | K06 | 1986          |                                 |                                                                   |
| Ист-Фолс-Чёрч               | K05 | 1986          | серебряная                      | крайняя западная совместная станция с Серебряной линией           |
| Баллстон — Эм-Ю             | K04 | 1979          | серебряная                      |                                                                   |
| Виргиния-сквер — Джи-Эм-Ю   | K03 | 1979          | серебряная                      |                                                                   |
| Кларендон                   | K02 | 1979          | серебряная                      |                                                                   |
| Кот-Хаус                    | K01 | 1979          | серебряная                      |                                                                   |
| Росслин                     | C05 | 1977          | синяя серебряная                | крайняя западная совместная станция с синей линией                |
| Фогги-Боттом — Джи-Дабл-ю-Ю | C04 | 1977          | синяя серебряная                |                                                                   |
| Фаррагут-Уэст               | C03 | 1977          | синяя серебряная                |                                                                   |
| Мак-Фёрсон-сквер            | C02 | 1977          | синяя серебряная                |                                                                   |
| Метро-Сентер                | C01 | 1977          | синяя серебряная красная        | пересадочная станция для красной линии                            |
| Федерал-Триэнгл             | D01 | 1977          | синяя серебряная                |                                                                   |
| Смитсониан                  | D02 | 1977          | синяя серебряная                |                                                                   |
| Ланфан-плаза                | D03 | 1977          | синяя серебряная жёлтая зелёная | пересадочная станция для жёлтой и зелёной линий                   |
| Федерал-Сентер Саут-Уэст    | D04 | 1977          | синяя серебряная                |                                                                   |
| Кэпитал-Саут                | D05 | 1977          | синяя серебряная                |                                                                   |
| Истерн-Маркет               | D06 | 1977          | синяя серебряная                |                                                                   |
| Потомак-авеню               | D07 | 1977          | синяя серебряная                |                                                                   |
| Стэдиум-Армэри              | D08 | 1977          | синяя серебряная                | крайняя восточная совместная станция с синей и серебряной линиями |
| Миннесота-авеню             | D09 | 1978          |                                 |                                                                   |
| Динвуд                      | D10 | 1978          |                                 |                                                                   |
| Чеверли                     | D11 | 1978          |                                 |                                                                   |
| Ландовер                    | D12 | 1978          |                                 |                                                                   |
| Нью-Кэролтон                | D13 | 1978          |                                 | восточная конечная станция                                        |

## Переименования
| Станция                   | Предыдущее название          | Годы      |
| ------------------------- | ---------------------------- | --------- |
| Виргиния-сквер — Джи-Эм-Ю | Виргиния-сквер               | 1979—1985 |
| Баллстон — Эм-Ю           | Баллстон                     | 1979—1995 |
| Дунн-Лоринг               | Дунн-Лоринг — Меррифилд      | 1998—2011 |
| Уэст-Фолс-Чёрч            | Уэст-Фолс-Чёрч/Ви-Ти—Ю-Ви-Эй | 1999—2011 |